# Нивалов, Николай Николаевич
Нивалов Николай Николаевич (род. 1 августа 1932) — советский партийный деятель. Депутат Верховного Совета УССР и СССР. Член Центрального комитета Коммунистической партии Украины.

## Биография
Родился 1 августа 1932 года в Богородицке.
В 1956 году окончил Криворожский горнорудный институт, получил специальность горного инженера. В 1957 году вступил в КПСС.

### Трудовой путь
- 1956-1962 — горный мастер, заместитель начальника участка, секретарь партийной организации шахты криворожского треста «Ленинруда»;
- 1962-1963 — секретарь партийного комитета рудоуправления имени Орджоникидзе треста «Ленинруда»;
- 1963-1969 — второй секретарь, первый секретарь Жовтневого районного комитета Компартии Украины в Кривом Роге;
- 1969-1973 — второй секретарь Криворожского городского комитета Компартии Украины;
- 1973-1979 — первый секретарь Криворожского городского комитета Компартии Украины;
- Февраль 1979-1984 — второй секретарь Днепропетровского областного комитета Компартии Украины;
- 1984-январь 1985 — инспектор ЦК Компартии Украины;
- 8.01.1985-5.01.1990 — первый секретарь Черновицкого областного комитета Компартии Украины[1].

Позже работал специалистом 1-й категории Кировоградского отделения Управления уполномоченного Министерства внешних экономических связей СССР при Совете Министров Украинской ССР.
Делегат XXV съезда КПСС (1976). Депутат Верховного Совета УССР 9-11 созывов. Член ЦК КПУ в 1976-1990 годах. Делегат XIX Всесоюзной конференции КПСС. Народный депутат СССР в 1989-1991 годах от Сторожинецкого территориального избирательного округа № 546 Черновицкой области.
На пенсии в городе Киеве.

## Награды
- Орден Ленина;
- Орден Трудового Красного Знамени;
- Орден «Знак Почёта»;
- Медали;
- Почётная грамота Президиума Верховного Совета УССР.